# Péter János (tanár)
Csíksomlyói Péter János (Várdotfalva, 1870. február 4. – Kézdivásárhely, 1944. június 23.) bölcseleti doktor, római katolikus főgimnáziumi tanár, műfordító.

## Élete
1893-tól segédtanár volt a gyulafehérvári római katolikus főgimnáziumban és miután 1895. január 18-án tanári oklevelet nyert, azon év szeptember 1-jétől rendes tanári minőségben tanította ugyanott a latin és magyar nyelvet. Az erdélyi római katolikus irodalmi társulat rendes tagja, az alsó-fehérmegyei római katolikus tanítóegyesületnek elnöke, az erdélyi római katolikus tanítóegyesületek szövetségének alelnöke, az erdélyi római katolikus tanárok egyesületének titkára, egyház-tanácsos volt.
A gyulafehérvári Közművelődésbe könyvismertetéseket és pedagógiai cikkeket írt (1896. Széchenyi és Kossuth, 1898. A renaissance-kori műveltség Magyarországon).
Álneve: Hídvégi M., Hídvégi Miklós.

## Munkája
- Az igenevek használata. Gyulafehérvár, 1895. (A gyulafehérvári kath. főgymnasium 1894. Értesítőjének melléklete. Ism. Nyelvtudományi Közlemények XXIV. k.)